# Echipa națională de fotbal a Islandei

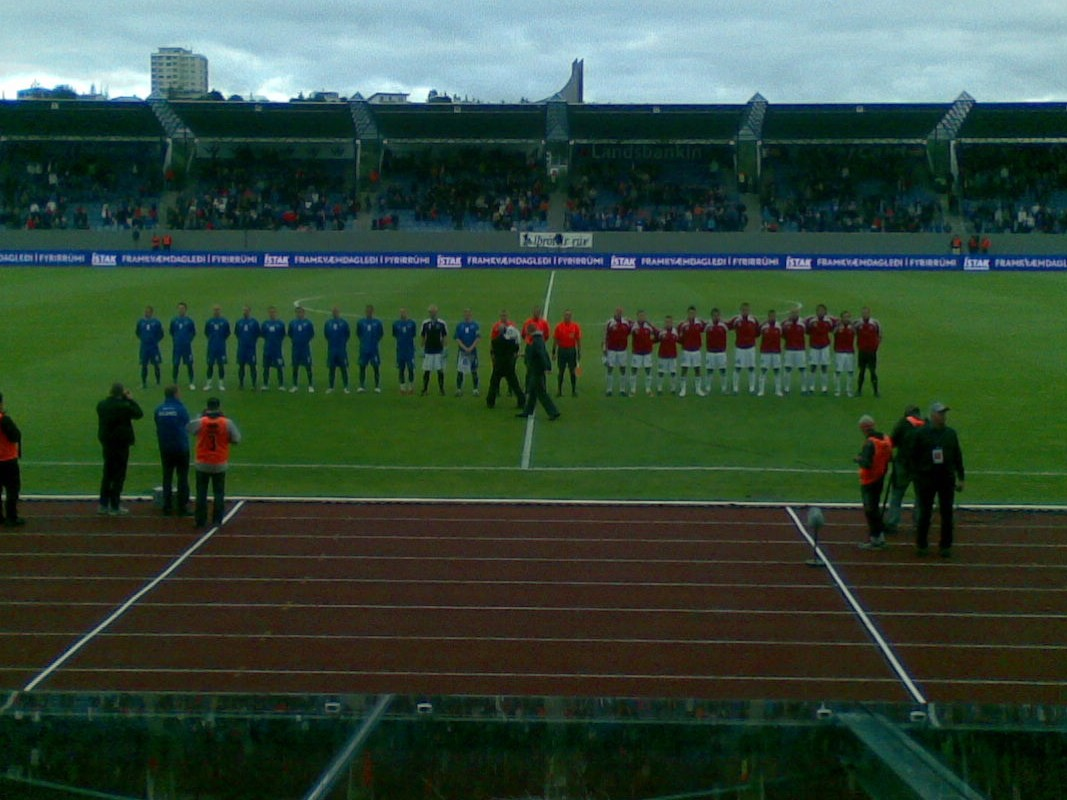
Un meci amical dintre Islanda și, pe Laugardalsvöllur în Reykjavík, Islanda

Echipa națională de fotbal a Islandei (islandeză Íslenska karlalandsliðið í knattspyrnu) este echipa națională masculină de fotbal care reprezintă Islanda în competițiile fotbalistice internaționale. Responsabilitatea alcătuirii acestei echipe aparține Federației Islandeze de Fotbal. Este prima echipă națională în care într-un meci a fost schimbat un jucător (Arnór) cu fiul său (Eiður Guðjohnsen), fapt întâmplat la un meci cu Estonia pe 24 aprilie 1996.

## Palmares
- Campionatul Mondial de Fotbal

| Anul              | Runda                                | Poziția                              | MJ                                   | V                                    | E                                    | Î                                    | GM                                   | GP                                   |
| ----------------- | ------------------------------------ | ------------------------------------ | ------------------------------------ | ------------------------------------ | ------------------------------------ | ------------------------------------ | ------------------------------------ | ------------------------------------ |
| 1930 până în 1950 | Nu a intrat                          | Nu a intrat                          | Nu a intrat                          | Nu a intrat                          | Nu a intrat                          | Nu a intrat                          | Nu a intrat                          | Nu a intrat                          |
| 1950              | Intrarea nu a fost acceptată de FIFA | Intrarea nu a fost acceptată de FIFA | Intrarea nu a fost acceptată de FIFA | Intrarea nu a fost acceptată de FIFA | Intrarea nu a fost acceptată de FIFA | Intrarea nu a fost acceptată de FIFA | Intrarea nu a fost acceptată de FIFA | Intrarea nu a fost acceptată de FIFA |
| 1958              | Nu s-a calificat                     | Nu s-a calificat                     | Nu s-a calificat                     | Nu s-a calificat                     | Nu s-a calificat                     | Nu s-a calificat                     | Nu s-a calificat                     | Nu s-a calificat                     |
| 1962 până în 1970 | Nu a intrat                          | Nu a intrat                          | Nu a intrat                          | Nu a intrat                          | Nu a intrat                          | Nu a intrat                          | Nu a intrat                          | Nu a intrat                          |
| 1974 până în 2014 | Nu s-a calificat                     | Nu s-a calificat                     | Nu s-a calificat                     | Nu s-a calificat                     | Nu s-a calificat                     | Nu s-a calificat                     | Nu s-a calificat                     | Nu s-a calificat                     |
| 2018              | Faza grupelor                        | 28                                   | 3                                    | 0                                    | 1                                    | 2                                    | 2                                    | 5                                    |
| 2022              |                                      |                                      |                                      |                                      |                                      |                                      |                                      |                                      |
| Total             | 1/21                                 | Locul 28                             | 3                                    | 0                                    | 1                                    | 2                                    | 2                                    | 5                                    |

| Istoria Campionatului Mondial | Istoria Campionatului Mondial | Istoria Campionatului Mondial | Istoria Campionatului Mondial |
| Anul                          | Runda                         | Scor                          | Rezultat                      |
| ----------------------------- | ----------------------------- | ----------------------------- | ----------------------------- |
| 2018                          | Faza Grupelor                 | Islanda 1 – 1 Argentina       | Egal                          |
| 2018                          | Faza Grupelor                 | Islanda 0 – 2 Nigeria         | Înfrângere                    |
| 2018                          | Faza Grupelor                 | Islanda 1 – 2 Croația         | Înfrângere                    |

- Campionatul European

| Țară(i) gazdă / An | Prezențe         | Poziția          | MJ               | V                | E*               | Î                | GM               | GP               |
| ------------------ | ---------------- | ---------------- | ---------------- | ---------------- | ---------------- | ---------------- | ---------------- | ---------------- |
| 1960               | Nu a intrat      | Nu a intrat      | Nu a intrat      | Nu a intrat      | Nu a intrat      | Nu a intrat      | Nu a intrat      | Nu a intrat      |
| 1964               | Nu s-a calificat | Nu s-a calificat | Nu s-a calificat | Nu s-a calificat | Nu s-a calificat | Nu s-a calificat | Nu s-a calificat | Nu s-a calificat |
| 1968 - 1972        | Nu a intrat      | Nu a intrat      | Nu a intrat      | Nu a intrat      | Nu a intrat      | Nu a intrat      | Nu a intrat      | Nu a intrat      |
| 1976 până în 2012  | Nu s-a calificat | Nu s-a calificat | Nu s-a calificat | Nu s-a calificat | Nu s-a calificat | Nu s-a calificat | Nu s-a calificat | Nu s-a calificat |
| 2016               | Sferturi         | 8                | 5                | 2                | 2                | 1                | 8                | 9                |
| Total              | 1/15             | Locul 8          | 5                | 2                | 2                | 1                | 8                | 9                |

| Istoria Campionatului European | Istoria Campionatului European | Istoria Campionatului European | Istoria Campionatului European |
| Anul                           | Runda                          | Scor                           | Rezultat                       |
| ------------------------------ | ------------------------------ | ------------------------------ | ------------------------------ |
| 2016                           | Faza Grupelor                  | Islanda 1 – 1 Portugalia       | Egal                           |
| 2016                           | Faza Grupelor                  | Islanda 1 – 1 Ungaria          | Egal                           |
| 2016                           | Faza Grupelor                  | Islanda 2 – 1 Austria          | Victorie                       |
| 2016                           | Optimi                         | Islanda 2 – 1 Anglia           | Victorie                       |
| 2016                           | Sferturi                       | Islanda 2 – 5 Franța           | Înfrângere                     |

## Lotul actual
Următorii 23 de jucători au fost convocați pentru a juca Campionatul Mondial de Fotbal 2018.

Meciuri și goluri actualizate la 7 iunie 2018, după meciul cu Ghana.
| Nr. | Poz. | Jucător                    | Data nașterii (vârsta)        | Selecții | Goluri | Club         |
| --- | ---- | -------------------------- | ----------------------------- | -------- | ------ | ------------ |
| 1   | P    | Hannes Halldórsson         | 27 aprilie 1984 (40 de ani)   | 49       | 0      | Randers      |
| 12  | P    | Frederik Schram            | 19 ianuarie 1995 (30 de ani)  | 4        | 0      | Roskilde     |
| 13  | P    | Rúnar Alex Rúnarsson       | 18 februarie 1995 (30 de ani) | 3        | 0      | Nordsjælland |
|     |      |                            |                               |          |        |              |
| 2   | F    | Birkir Már Sævarsson       | 11 noiembrie 1984 (40 de ani) | 79       | 1      | Valur        |
| 3   | F    | Samúel Friðjónsson         | 22 februarie 1996 (29 de ani) | 4        | 0      | Vålerenga    |
| 5   | F    | Sverrir Ingi Ingason       | 5 august 1993 (31 de ani)     | 20       | 3      | Rostov       |
| 6   | F    | Ragnar Sigurðsson          | 19 iunie 1986 (38 de ani)     | 77       | 3      | Rostov       |
| 14  | F    | Kári Árnason               | 13 octombrie 1982 (42 de ani) | 67       | 5      | Víkingur     |
| 15  | F    | Hólmar Örn Eyjólfsson      | 6 august 1990 (34 de ani)     | 10       | 1      | Levski Sofia |
| 18  | F    | Hörður Björgvin Magnússon  | 11 februarie 1993 (32 de ani) | 16       | 2      | Bristol City |
| 23  | F    | Ari Freyr Skúlason         | 14 mai 1987 (37 de ani)       | 56       | 0      | Lokeren      |
|     |      |                            |                               |          |        |              |
| 7   | M    | Jóhann Berg Guðmundsson    | 27 octombrie 1990 (34 de ani) | 67       | 7      | Burnley      |
| 8   | M    | Birkir Bjarnason           | 27 mai 1988 (36 de ani)       | 67       | 9      | Aston Villa  |
| 10  | M    | Gylfi Sigurðsson           | 8 septembrie 1989 (35 de ani) | 57       | 19     | Everton      |
| 16  | M    | Ólafur Ingi Skúlason       | 1 aprilie 1983 (41 de ani)    | 36       | 1      | Fylkir       |
| 17  | M    | Aron Gunnarsson (Captain)  | 22 aprilie 1989 (35 de ani)   | 77       | 2      | Cardiff City |
| 19  | M    | Rúrik Gíslason             | 25 februarie 1988 (37 de ani) | 47       | 3      | Sandhausen   |
| 20  | M    | Emil Hallfreðsson          | 29 iunie 1984 (40 de ani)     | 64       | 1      | Udinese      |
| 21  | M    | Arnór Ingvi Traustason     | 30 aprilie 1993 (31 de ani)   | 19       | 5      | Malmö        |
|     |      |                            |                               |          |        |              |
| 4   | A    | Albert Guðmundsson         | 15 iunie 1997 (27 de ani)     | 5        | 3      | PSV          |
| 9   | A    | Björn Bergmann Sigurðarson | 26 februarie 1991 (34 de ani) | 12       | 1      | Rostov       |
| 11  | A    | Alfreð Finnbogason         | 1 februarie 1989 (36 de ani)  | 47       | 13     | Augsburg     |
| 22  | A    | Jón Daði Böðvarsson        | 25 mai 1992 (32 de ani)       | 38       | 2      | Reading      |

### Convocări recente
Următorii jucători au fost chemați la națională în ultimele 12 luni.
| Poz. | Jucător                    | Data nașterii (vârsta)         | Selecții | Goluri | Club           | Ultima convocare                                |
| ---- | -------------------------- | ------------------------------ | -------- | ------ | -------------- | ----------------------------------------------- |
| P    | Gunnleifur Gunnleifsson    | 14 iulie 1975 (49 de ani)      | 26       | 0      | Breiðablik     | v. Grecia, 29 martie 2016                       |
| P    | Haraldur Björnsson         | 11 ianuarie 1989 (36 de ani)   | 1        | 0      | Östersunds FK  | v. Emiratele Arabe Unite, 16 ianuarie 2016      |
| P    | Frederik Schram            | 19 ianuarie 1995 (30 de ani)   | 0        | 0      | Roskilde       | v. Slovacia, 17 November 2015                   |
| P    | Róbert Örn Óskarsson       | 27 martie 1987 (37 de ani)     | 0        | 0      | Víkingur R.    | v. Turcia, 13 octombrie 2015                    |
|      |                            |                                |          |        |                |                                                 |
| F    | Hallgrímur Jónasson        | 4 mai 1986 (38 de ani)         | 15       | 3      | OB             | v. Statele Unite ale Americii, 31 ianuarie 2016 |
| F    | Jón Guðni Fjóluson         | 10 aprilie 1989 (35 de ani)    | 8        | 0      | IFK Norrköping | v. Statele Unite ale Americii, 31 ianuarie 2016 |
| F    | Diego Jóhannesson          | 3 octombrie 1993 (31 de ani)   | 1        | 0      | Real Oviedo    | v. Statele Unite ale Americii, 31 ianuarie 2016 |
| F    | Sölvi Ottesen              | 18 februarie 1984 (41 de ani)  | 28       | 0      | Wuhan Zall     | v. Emiratele Arabe Unite, 16 ianuarie 2016      |
| F    | Hjörtur Logi Valgarðsson   | 27 septembrie 1988 (36 de ani) | 10       | 0      | Örebro SK      | v. Emiratele Arabe Unite, 16 ianuarie 2016      |
| F    | Kristinn Jónsson           | 4 august 1990 (34 de ani)      | 5        | 0      | Sarpsborg 08   | v. Emiratele Arabe Unite, 16 ianuarie 2016      |
| F    | Hólmar Örn Eyjólfsson      | 6 august 1990 (34 de ani)      | 4        | 0      | Rosenborg      | v. Emiratele Arabe Unite, 16 ianuarie 2016      |
| F    | Andrés Már Jóhannesson     | 21 decembrie 1988 (36 de ani)  | 1        | 0      | Fylkir         | v. Emiratele Arabe Unite, 16 ianuarie 2016      |
|      |                            |                                |          |        |                |                                                 |
| M    | Ólafur Ingi Skúlason       | 1 aprilie 1983 (41 de ani)     | 26       | 1      | Gençlerbirliği | v. Grecia, 29 martie 2016                       |
| M    | Arnór Smárason             | 7 septembrie 1988 (36 de ani)  | 18       | 2      | Hammarby IF    | v. Statele Unite ale Americii, 31 ianuarie 2016 |
| M    | Guðmundur Þórarinsson      | 15 aprilie 1992 (32 de ani)    | 3        | 0      | Rosenborg      | v. Statele Unite ale Americii, 31 ianuarie 2016 |
| M    | Kristinn Steindórsson      | 29 aprilie 1990 (34 de ani)    | 2        | 2      | GIF Sundsvall  | v. Statele Unite ale Americii, 31 ianuarie 2016 |
| M    | Aron Elís Þrándarson       | 10 noiembrie 1994 (30 de ani)  | 1        | 0      | Aalesunds      | v. Statele Unite ale Americii, 31 ianuarie 2016 |
| M    | Aron Sigurðarson           | 8 octombrie 1993 (31 de ani)   | 1        | 1      | Tromsø         | v. Statele Unite ale Americii, 31 ianuarie 2016 |
| M    | Ævar Ingi Jóhannesson      | 31 ianuarie 1995 (30 de ani)   | 1        | 0      | Stjarnan       | v. Statele Unite ale Americii, 31 ianuarie 2016 |
| M    | Björn Daníel Sverrisson    | 29 mai 1990 (34 de ani)        | 6        | 0      | Viking         | v. Emiratele Arabe Unite, 16 ianuarie 2016      |
| M    | Elías Már Ómarsson         | 18 ianuarie 1995 (30 de ani)   | 5        | 0      | Vålerenga      | v. Emiratele Arabe Unite, 16 ianuarie 2016      |
| M    | Þórarinn Ingi Valdimarsson | 23 aprilie 1990 (34 de ani)    | 4        | 0      | FH             | v. Emiratele Arabe Unite, 16 ianuarie 2016      |
| M    | Emil Pálsson               | 10 iunie 1993 (31 de ani)      | 1        | 0      | FH             | v. Emiratele Arabe Unite, 16 ianuarie 2016      |
| M    | Oliver Sigurjónsson        | 5 mai 1995 (29 de ani)         | 1        | 0      | Breiðablik     | v. Slovacia, 17 November 2015                   |
| M    | Rúrik Gíslason             | 25 februarie 1988 (37 de ani)  | 37       | 3      | 1. FC Nürnberg | v. Turcia, 13 octombrie 2015                    |
|      |                            |                                |          |        |                |                                                 |
| A    | Viðar Örn Kjartansson      | 11 martie 1990 (35 de ani)     | 9        | 1      | Malmö          | v. Grecia, 29 martie 2016                       |
| A    | Kjartan Finnbogason        | 9 iulie 1986 (38 de ani)       | 4        | 0      | Horsens        | v. Statele Unite ale Americii, 31 ianuarie 2016 |
| A    | Garðar Gunnlaugsson        | 25 aprilie 1983 (41 de ani)    | 1        | 0      | ÍA             | v. Statele Unite ale Americii, 31 ianuarie 2016 |
| A    | Matthías Vilhjálmsson      | 30 ianuarie 1987 (38 de ani)   | 15       | 2      | Rosenborg      | v. Emiratele Arabe Unite, 16 ianuarie 2016      |

| #  | Nume                     | Perioadă  | Meciuri | Goluri |
| -- | ------------------------ | --------- | ------- | ------ |
| 1  | Rúnar Kristinsson        | 1987–2004 | 104     | 3      |
| 2  | Hermann Hreiðarsson      | 1996–2011 | 89      | 5      |
| 3  | Eiður Guðjohnsen         | 1996–     | 88      | 26     |
| 4  | Guðni Bergsson           | 1984–2003 | 80      | 1      |
| 5  | Brynjar Björn Gunnarsson | 1997–2009 | 74      | 4      |
| 5  | Birkir Kristinsson       | 1988–2004 | 74      | 0      |
| 7  | Arnór Guðjohnsen         | 1979–1997 | 73      | 14     |
| 8  | Ólafur Þórðarson         | 1984–1996 | 72      | 5      |
| 9  | Arnar Grétarsson         | 1991–2004 | 71      | 2      |
| 9  | Árni Gautur Arason       | 1998–2010 | 71      | 0      |
| 11 | Atli Eðvaldsson          | 1976–1991 | 70      | 8      |
| 12 | Sævar Jónsson            | 1980–1992 | 69      | 1      |
| 13 | Marteinn Geirsson        | 1971–1982 | 67      | 8      |
| 14 | Eyjólfur Sverrisson      | 1990–2001 | 66      | 10     |
| 15 | Sigurður Jónsson         | 1983–1999 | 65      | 3      |
| 15 | Indriði Sigurðsson       | 2000–2014 | 65      | 2      |
| 17 | Aron Gunnarsson          | 2008–     | 64      | 2      |
| 18 | Helgi Sigurðsson         | 1993–2008 | 62      | 10     |
| 18 | Birkir Már Sævarsson     | 2007–     | 62      | 1      |
| 20 | Ragnar Sigurðsson        | 2007–     | 61      | 2      |

| Loc | Nume                  | Carieră   | Goluri | Selecții | MPJ  |
| --- | --------------------- | --------- | ------ | -------- | ---- |
| 1   | Eiður Guðjohnsen      | 1996–2016 | 26     | 88       | 0.30 |
| 2   | Kolbeinn Sigþórsson   | 2010–     | 22     | 44       | 0.50 |
| 3   | Gylfi Þór Sigurðsson  | 2010–     | 18     | 54       | 0.33 |
| 4   | Ríkharður Jónsson     | 1947–1965 | 17     | 33       | 0.52 |
| 5   | Ríkharður Daðason     | 1991–2004 | 14     | 44       | 0.32 |
| 5   | Arnór Guðjohnsen      | 1979–1997 | 14     | 73       | 0.19 |
| 7   | Þórður Guðjónsson     | 1993–2004 | 13     | 58       | 0.22 |
| 8   | Tryggvi Guðmundsson   | 1997–2008 | 12     | 42       | 0.29 |
| 8   | Heiðar Helguson       | 1999–2011 | 12     | 55       | 0.22 |
| 10  | Pétur Pétursson       | 1978–1990 | 11     | 41       | 0.27 |
| 10  | Alfreð Finnbogason    | 2010–     | 11     | 45       | 0.24 |
| 10  | Matthías Hallgrímsson | 1968–1977 | 11     | 45       | 0.24 |
| 13  | Helgi Sigurðsson      | 1993–2008 | 10     | 62       | 0.16 |
| 13  | Eyjólfur Sverrisson   | 1990–2001 | 10     | 66       | 0.15 |
| 15  | Þórður Þórðarson      | 1951–1958 | 9      | 16       | 0.56 |
| 15  | Teitur Þórðarson      | 1972–1985 | 9      | 41       | 0.22 |
| 15  | Birkir Bjarnason      | 2010–     | 9      | 62       | 0.15 |
| 18  | Guðmundur Steinsson   | 1980–1988 | 8      | 19       | 0.42 |
| 18  | Sigurður Grétarsson   | 1980–1992 | 8      | 46       | 0.17 |
| 18  | Marteinn Geirsson     | 1971–1982 | 8      | 67       | 0.12 |
| 18  | Atli Eðvaldsson       | 1976–1991 | 8      | 70       | 0.11 |

Cu aldin sunt marcați jucătorii în activitate.

## Antrenori
| Antrenor                           | Perioada  | Meciuri | Victorii | Egaluri | Înfrângeri | Goluri marcate | Goluri primite | Golaveraj | Victorii % | Neînfrânt % |
| ---------------------------------- | --------- | ------- | -------- | ------- | ---------- | -------------- | -------------- | --------- | ---------- | ----------- |
| Freddie Steele Murdo McDougall     | 1946      | 1       | 0        | 0       | 1          | 0              | 3              | −3        | 0.0%       | 0.0%        |
| Roland Bergström                   | 1947      | 1       | 0        | 0       | 1          | 2              | 4              | −2        | 0.0%       | 0.0%        |
| Joe Devine                         | 1948      | 1       | 1        | 0       | 0          | 2              | 0              | +2        | 100.0%     | 100.0%      |
| Fritz Buchloh                      | 1949      | 1       | 0        | 0       | 1          | 1              | 5              | −4        | 0.0%       | 0.0%        |
| Óli B. Jónsson                     | 1951      | 2       | 1        | 0       | 1          | 5              | 6              | −1        | 50.0%      | 50.0%       |
| Franz Köhler                       | 1953      | 3       | 0        | 0       | 3          | 4              | 11             | −7        | 0.0%       | 0.0%        |
| Karl Guðmundsson                   | 1954–1956 | 6       | 2        | 0       | 4          | 9              | 14             | −5        | 33.3%      | 33.3%       |
| Alex Weir                          | 1957      | 6       | 0        | 0       | 6          | 8              | 35             | −27       | 0.0%       | 0.0%        |
| Óli B. Jónsson                     | 1958      | 1       | 0        | 0       | 1          | 2              | 3              | −1        | 0.0%       | 0.0%        |
| Karl Guðmundsson                   | 1959      | 4       | 1        | 1       | 2          | 5              | 7              | −2        | 25.0%      | 50.0%       |
| Óli B. Jónsson                     | 1960      | 3       | 0        | 0       | 3          | 1              | 11             | −10       | 0.0%       | 0.0%        |
| Karl Guðmundsson                   | 1961      | 2       | 1        | 0       | 1          | 4              | 4              | 0         | 50.0%      | 50.0%       |
| Ríkharður Jónsson                  | 1962      | 3       | 0        | 1       | 2          | 4              | 8              | −4        | 0.0%       | 33.3%       |
| Karl Guðmundsson                   | 1963–1965 | 6       | 1        | 0       | 5          | 5              | 19             | −14       | 16.7%      | 16.7%       |
| Ríkharður Jónsson                  | 1965      | 1       | 0        | 1       | 0          | 0              | 0              | 0         | 0.0%       | 100.0%      |
| Karl Guðmundsson                   | 1966      | 2       | 0        | 1       | 1          | 3              | 5              | −2        | 0.0%       | 50.0%       |
| Reynir Karlsson                    | 1967      | 4       | 0        | 1       | 3          | 6              | 23             | −17       | 0.0%       | 25.0%       |
| Walter Pfeiffer                    | 1968      | 2       | 0        | 0       | 2          | 1              | 7              | −6        | 0.0%       | 0.0%        |
| Ríkharður Jónsson                  | 1969–1971 | 15      | 2        | 3       | 10         | 13             | 24             | −11       | 13.3%      | 33.3%       |
| Duncan McDowell                    | 1972      | 4       | 1        | 0       | 3          | 5              | 13             | −8        | 25.0%      | 25.0%       |
| Eggert Jóhannesson                 | 1972      | 1       | 0        | 0       | 1          | 1              | 4              | −3        | 0.0%       | 0.0%        |
| Örn Steinsen                       | 1973      | 1       | 1        | 0       | 0          | 4              | 0              | +4        | 100.0%     | 100.0%      |
| Henning Enoksen                    | 1973      | 6       | 0        | 0       | 6          | 2              | 22             | −20       | 0.0%       | 0.0%        |
| Tony Knapp                         | 1974–1977 | 26      | 8        | 3       | 15         | 32             | 38             | −6        | 30.8%      | 42.3%       |
| Jurí Ilitchev                      | 1978–1979 | 11      | 0        | 2       | 9          | 3              | 24             | −21       | 0.0%       | 18.2%       |
| Guðni Kjartansson                  | 1980–1981 | 15      | 5        | 4       | 6          | 22             | 31             | −9        | 33.3%      | 60.0%       |
| Jóhannes Atlason                   | 1982–1983 | 16      | 4        | 3       | 9          | 20             | 23             | −3        | 25.0%      | 43.8%       |
| Tony Knapp                         | 1984–1985 | 14      | 5        | 3       | 6          | 18             | 13             | +5        | 35.7%      | 57.1%       |
| Sigfried Held                      | 1986–1989 | 37      | 6        | 8       | 23         | 23             | 59             | −36       | 16.2%      | 37.8%       |
| Guðni Kjartansson                  | 1989      | 1       | 1        | 0       | 0          | 2              | 1              | +1        | 100.0%     | 100.0%      |
| Bo Johansson                       | 1990–1991 | 15      | 6        | 1       | 8          | 23             | 18             | +5        | 40.0%      | 46.6%       |
| Ásgeir Elíasson                    | 1991–1995 | 35      | 12       | 8       | 15         | 31             | 39             | −8        | 34.3%      | 57.1%       |
| Logi Ólafsson                      | 1996–1997 | 14      | 4        | 3       | 7          | 15             | 26             | −11       | 28.6%      | 50.0%       |
| Guðjón Þórðarson                   | 1997–1999 | 25      | 11       | 6       | 8          | 37             | 26             | +11       | 44.0%      | 68.0%       |
| Atli Eðvaldsson                    | 2000–2003 | 30      | 11       | 5       | 14         | 38             | 44             | −6        | 36.7%      | 51.6%       |
| Ásgeir Sigurvinsson Logi Ólafsson  | 2003–2005 | 24      | 6        | 5       | 13         | 31             | 47             | −16       | 25.0%      | 45.8%       |
| Eyjólfur Sverrisson                | 2006–2007 | 14      | 2        | 4       | 8          | 12             | 27             | −15       | 14.3%      | 42.9%       |
| Ólafur Jóhannesson                 | 2007–2011 | 39      | 11       | 9       | 19         | 40             | 50             | −10       | 28.2%      | 51.3%       |
| Lars Lagerbäck                     | 2011–2013 | 20      | 8        | 3       | 9          | 28             | 30             | −2        | 40.0%      | 55.0%       |
| Lars Lagerbäck Heimir Hallgrímsson | 2013–2016 | 32      | 13       | 7       | 12         | 50             | 46             | +4        | 40.6%      | 63.0%       |
| Heimir Hallgrímsson                | 2016–     | 0       | 0        | 0       | 0          | 0              | 0              | 0         | 0.00%      | 0.00%       |